# Marco Cornélio Maluginense (tribuno consular em 369 a.C.)
Marco Cornélio Maluginense (em latim: Marcus Cornelius Maluginensis) foi um político da gente Cornélia da República Romana, eleito tribuno consular por duas vezes, em 369 e 367 a.C..

## Primeiro tribunato consular (369 a.C.)
Em 369 a.C., foi eleito tribuno com Quinto Servílio Fidenato, Quinto Quíncio Cincinato, Aulo Cornélio Cosso, Marco Fábio Ambusto e Caio Vetúrio Crasso Cicurino.
Os romanos tentaram mais uma vez cercar Velécia, mas, como no ano anterior, os adversários conseguiram resistir.
Enquanto isto, na capital, os tribunos da plebe Caio Licínio Calvo Estolão e Lúcio Sêxtio Laterano continuavam a levar adianta suas propostas de lei favoráveis à plebe e os patrícios começavam a perder o controle dos demais tribunos, que vinham conseguindo bloquear a iniciativa de Licínio e Sêstio.
| “ | E ninguém podia se sentir satisfeito com o fato de os plebeus serem aceitos em eleições consulares: nenhum deles poderia conseguir a nomeação até que se estabelecesse em lei que um dos dois cônsules pudesse ser plebeu. | ” |
|   | — Lívio, Ab Urbe Condita VI, 4, 37. |   |

## Segundo tribunato consular (367 a.C.)
Em 367 a.C., foi eleito novamente tribuno consular, desta vez com Marco Gegânio Macerino, Lúcio Vetúrio Crasso Cicurino, Aulo Cornélio Cosso, Públio Valério Potito Publícola e Públio Mânlio Capitolino.
Com a notícia do avanço dos gauleses, Marco Fúrio Camilo foi nomeado, pela quinta vez, ditador e passou a organizar ativamente a defesa de Roma. Os gauleses acamparam às margens do rio Ânio, trazendo consigo grande quantidade de espólios obtidos em seus saques. Perto deles, nos montes Albanos, Camilo percebeu que estavam desorganizados e entregues às celebrações. E, assim, pouco antes do anoitecer, a infantaria leve romana conseguiu desmantelar as defesas gaulesas e, logo atrás, a infantaria pesada e os lanceiros conseguiram aniquilar o inimigo.
Em Roma, os plebeus estavam convencidos sobre a proposta da dupla de cônsules, mas os patrícios não cediam e buscaram a proteção de Camilo. Os populistas tentaram prendê-lo, mas ele convocou antes uma sessão do Senado e convenceu os senadores a cederem à pressão popular, materializada pelos plebeus na Lex Licinia Sextia (367 a.C.).. Um novo cargo na magistratura, aberto à patrícios e plebeus, o pretorado, foi criado pela mesma lei.